# Éducation routière en France
Pour un article plus général, voir Éducation routière.
L'éducation routière en France couvre l'ensemble des actions éducatives visant à offrir aux différents usagers de la route en France une connaissance et une pratique des usages de l'espace routier qui leur permettent d'y évoluer de manière la plus sécurisée possible. Elle couvre ainsi l'apprentissage de la conduite des véhicules en auto-école ou selon divers autres formes, sanctionné par le permis de conduire, ou bien d'autres diplômes. Elle couvre aussi les actions d'éducation des autres usagers, non conducteurs de véhicules, comme les piétons. 
En 2006 est apparue la notion de continuum éducatif qui repose sur le principe que les connaissances et les compétences ne doivent pas se limiter qu'au seul permis de conduire, mais doivent être acquises dès le plus jeune âge et progresser de façon continue, en fonction des capacités et des besoins de chaque âge.
Le secteur d'activité de la formation à la conduite automobile comprend les métiers liés à la formation à la conduite (formateurs) ou formateurs de formateurs) et ceux du contrôle (Inspecteur du permis de conduire et de la sécurité routière ou Délégué au permis de conduire et à la sécurité routière. Le secteur comprend des organismes de formation (auto-écoles, l'INSERR), des organisations patronales, de salariés et une organisation de l'État avec des services centraux et déconcentrés.
L'éducation routière est un des axes contribuant à améliorer la sécurité routière.

## Histoire

### 1851-1924

#### Premières sensibilisations pour les piétons
Si des règles de circulation existaient depuis 1851, avec la loi du 30 mai 1851 sur la police du roulage et des messageries publiques qui tient lieu de texte fondateur pour la sécurité routière, la circulation attelée n'était pas prompte à les respecter et en tout état de cause la répression était quasi inexistante. Quelques zones étaient soumises à réglementation comme à Paris vis-à-vis des cyclistes vers 1880 et envers les cochers de fiacres après 1900. Émile Massard, conseiller municipal à Paris, prône en fait l’éducation des piétons dans son rapport de 1910, mais constate que rien n’a été fait officiellement à Paris sur ce point. La plupart de ses propositions portent d'ailleurs plutôt sur des aménagements de la voirie en faveur des piétons que sur leur éducation. Il signale aussi qu'en Allemagne à Kiel, sont distribués aux passants de « petits placards-prospectus », qu'il synthétise dans les quatre courtes recommandations suivantes :

« Il n'y a que quatre conseils à donner au piéton :
1. Regarder à gauche en descendant sur la chaussée, regarder ensuite à droite avant d’arriver sur le trottoir opposé. 

2. Traverser la chaussée perpendiculairement et non diagonalement. 

3. Ne jamais courir. 

4. Devant un bicycliste, s'arrêter net et faire face. 

Et c'est tout. Le reste doit regarder l’Administration. »

La prévention de la sécurité des piétons est au cœur des préoccupations de ce début de siècle. En 1913, l’Automobile-Club du Finistère fait placarder une affiche rédigée en breton et français que la Revue du Touring club de France reproduit et qui comprend trois chapitres : « Conseils de prudence. Aux cultivateurs. […] Aux conducteurs [de véhicules hippomobiles], aux charretiers. […] Aux parents. Ne laissez pas vos jeunes enfants jouer sans surveillance sur les routes et chemins. Ne leur confiez pas d’attelage ni de voiture. ».

#### Constructeurs, premiers formateurs à la conduite
Le début du siècle voit l'apparition des premières automobiles et leur nombre croît très rapidement. En 1899, année de publication du décret portant règlement relatif à la circulation des automobiles, ancêtre du code de la route, 1 670 automobiles circulent (mais plus de 300 000 hippomobiles), 12 980 en 1903 et 31 280 en 1907. Jules Perrigot, ingénieur de l'École Centrale des Arts et Manufactures et vice-président des Automobiles-clubs régionaux, publie fin 1904 un document d'explicitation des règles sommaires d'usage de la route édictées par le décret de 1899. Il est adopté en février 1905 par l'Automobile Club de France, sous le nom de « code Perrigot ». L’Association générale automobile le diffusera à l'ensemble de ses adhérents (près de 60 000) et la presse automobile le relaiera. Au-delà des règles de conduite définies dans le décret de 1899, Perrigot ajoute une rubrique « observations diverses » où il préconise des recommandations déontologiques prenant en compte l'ensemble des usagers.
En 1896, le comte de la Valette, ingénieur civil des Mines et fonctionnaire au ministère des Colonies, et des associés fondent la première école de conduite à Paris, la « Société L’Automobile ». Mais l'enseignement de la conduite va principalement se développer grâce aux constructeurs de voitures. L’école Panhard et Levassor fondée en 1900 forme 300 chauffeurs par an, avec un cursus de huit jours dont deux consacrés à la conduite, et le reste à la mécanique. Le cours est gratuit pour les clients de la firme et leurs chauffeurs et coûte 50 francs pour les autres, prix élevé afin « de ne recevoir que des hommes ayant la ferme intention d’apprendre ».
Quelques manuels pour automobilistes sont édités avant 1900, par exemple par le comte de la Valette, Lucien Périssé, centralien et fonctionnaire au ministère du commerce et de l’industrie, et Louis Baudry de Saunier, ou pour les motocyclistes par Henry de Graffigny. Ils se multiplieront rapidement.

#### Le service des Mines, premier service à délivrer les permis de conduire
Depuis 1899, le certificat de capacité, titre qui a précédé le permis de conduire, introduit dans le code de 1922, ne pouvait être délivré par le Préfet qu'après l'avis favorable du service des Mines. Ce service fait passer un examen au candidat qui doit également fournir un brevet ou une attestation de formation par un organisme agréé par l'administration. L’Association générale automobile (AGA) crée ainsi une « commission d’examen de chauffeurs [et] obtint l’autorisation ministérielle de contrôler et de consacrer officiellement leurs aptitudes et de faire passer des examens » avant 1906. D'autres associations obtiennent l'agrément.

### Entre-deux guerres

#### La délivrance du permis de conduire est sous-traitée à un organisme privé, l'U.N.A.T.
Devant l'augmentation du nombre de candidats au permis en lien avec l'augmentation du nombre de véhicules, le service des Mines est débordé et ne peut pas répondre à la demande. Pour le soulager, le Ministre exclut de l’examen dans un premier temps, en 1918, les hommes mobilisés et mobilisables, au motif qu'ils pouvaient passer le brevet militaire. Malgré tout, les services des mines restaient débordés et durent même recruter des contractuels en fin 1923. Devant cette difficulté, l'Union nationale des associations de tourisme (U. N. A. T.) est habilitée le 4 avril 1924, à fournir des avis sur la capacité des candidats au permis de conduire les automobiles, sauf dans 19 départements, généralement peu peuplés,. Cette délégation à l'U.N.A.T de l'organisation de l'examen du permis de conduire et de la délivrance du titre est étendue à la France entière en 1926.
L'U. N. A. T., qui revendique 600 000 adhérents en 1928, est chargée également de tenir un fichier central du permis de conduire. En 1927, elle fait passer 267 487 examens et 559 651 en 1930.
Cette délégation du permis de conduire à un organisme privé ne plaît pas à tout le monde et en premier lieu aux candidats recalés qui revendiquent un retour du service à l'État. Une offensive est menée sur le plan politique en 1938 mais n'aboutira pas. En fait il faudra attendre la fin des années 1960 pour qu'un service de l'État spécifique soit créé.

#### Professionnalisation de l'enseignement
L'enseignement de la conduite commence à se professionnaliser. Les leçons de conduite sur la voie publique sont peu à peu réglementées. Les dispositifs de « double commandes » sont rendus obligatoires à Paris en 1925 et sont recommandés sur le territoire national par une circulaire du 5 juillet 1930. Celle-ci impose également que le moniteur soit titulaire du permis de conduire du modèle correspondant à la catégorie de véhicules utilisés pour l'apprentissage. La professionnalisation des moniteurs commence donc à être imposée à Paris et dans les grandes agglomérations.

#### L'éducation des enfants
L'intérêt se focalise-t-il entre les deux guerres sur l’éducation routière des écoliers. En 1927, Édouard Herriot, ministre de l’instruction publique, prescrit, dans une circulaire adressée aux inspecteurs d'académie, l'enseignement du Code de la route dans les écoles primaires. Il introduit sa circulaire en ces termes : « l’enseignement dans les écoles primaires du Code de la route s'insérera tout naturellement dans les entretiens de morale tels que ceux ayant trait à la politesse, à l'obéissance aux règlements, ou encore dans les leçons de géographie ». Les maximes du code de la route présentées se répartissent en quatre catégories : principes généraux, code du piéton, code du cycliste, conseils au futur conducteur de véhicules.
L'implication de la Gendarmerie dans des activités de secours et d'éducation des écoliers date également de cette époque. En lien avec l'Union Nationale des Associations de Tourisme, la Gendarmerie participe dès 1933 à des « causeries » dans les écoles, s'appuyant sur des « films éducatifs ». Cette activité va se développer et perdurer jusqu’à aujourd’hui.

#### L'éducation de tous les usagers
La meilleure connaissance du nombre des accidents grâce à la mise en place d'un recueil de statistiques à partir de 1925 met en évidence leur croissance très rapide. Dans les années 1930, de multiples initiatives sont engagées par les associations tant vers les automobilistes que les piétons ou les cyclistes, très exposés la nuit, à qui par exemple on recommande le port de vêtements clairs ou de signaux.
Camille Chautemps, ministre de l'Intérieur, officialise ce mouvement de lutte de l'insécurité routière engagé par les associations par une circulaire du 28 mars 1933 en suggérant aux préfets la création de « Comités de Sécurité routière » départementaux regroupant fonctionnaires et représentants des associations et dont les objectifs sont définis ainsi :

« Les Commissions qui ont été créées ont pour unique objet de rechercher toutes les améliorations propres à diminuer le nombre des accidents de la circulation ; elles agissent principalement par le moyen d’affiches, de tracts, d’articles dans la presse locale, de causeries et surtout de conseils, de manière à étendre la connaissance du Code de la route, notamment en favorisant l’enseignement de ce Code dans les écoles, à développer l’éducation des usagers de la route et à obtenir plus de prudence de leur part. »

### 1949-1971

#### Création de la Prévention routière et premiers guides et objets pédagogiques
Au lendemain de la seconde Guerre mondiale, le réseau routier français est dévasté. Le parc automobile est en pleine croissance. Le nombre de véhicules est estimé entre 2 585 000 et 3 150 000, selon les sources et le trafic augmente corrélativement de 6,3 milliards de véhicule.km/an, soit un taux moyen de 11,4 % (par rapport à la moyenne sur la période). Enfin les véhicules sont très peu sûrs. Ces éléments conduisent logiquement à un accroissement du nombre d'accidents, le nombre de tués à 6 jours passant de 3 457 en 1948 à 9 133 en 1957 Les sociétés d’assurances et les professions de l'Union routière de France décident alors de créer en 1949 l'association Prévention Routière, association régie par la loi de 1901, qui est reconnue d'utilité publique le 3 mai 1955. Elle se donne comme objectif principal d'agir pour réduire le nombre et la fréquence des accidents de la route, en misant en premier lieu sur l'action locale. Le premier comité départemental ouvre ses portes à Lyon dès 1950. Convaincue que l'éducation routière à l'école est l'une des clés pour préparer le futur citoyen automobiliste, l'association édite dès 1952 un « guide du maître », livret pédagogique destiné aux enseignants. En 1953, elle crée sa première piste d'éducation routière, animée par des forces de police et de gendarmerie.
L'association distribue également dans les écoles des objets de prévention : des protège-cahiers avec indication des panneaux de signalisation ou des conseils de conduite aux motards ou aux cyclistes ou scootéristes ou des buvards publicitaires avec indication de règles.
L’enseignement du code de la route devient obligatoire avec la loi no 57-831 du 26 juillet 1957. En 1959, le programme de l’enseignement des règles de la sécurité relatives à la circulation routière est défini dans un arrêté.
Les guides pédagogiques se multiplient dans les années 1960. À chaque cycle d’étude correspond un type d'usager : le piéton, puis le cycliste et enfin pour la fin d’étude les véhicules à moteur. Ces manuels, dont le contenu est orienté sur l’étude du code de la route et des situations de conduite à la campagne, proposent également des exercices de mathématiques, des « maximes du jour » centrées souvent sur des interdits, des dictées ou l’étude de scènes de circulation dessinées. Un exemple de texte dicté : « Comme les agents, comme la police routière, les gendarmes surveillent la circulation. Leur travail est difficile et dangereux. Remercions-les par notre docilité ».

#### Uniformisation de l'examen du permis de conduire
En 1955, des instructions sont données pour uniformiser au niveau national les modalités de passage de l'examen du permis de conduire. Les inspecteurs doivent désormais utiliser une liste de questions prédéfinies pour l'épreuve théorique. Ils disposent d'un manuel d'interrogation et leur marge de liberté se limite maintenant à un choix dans le corpus de questions établies par l'U.N.A.T., mais ils n'ont pas encore obligation de justifier leur notation. Cette anomalie disparaît en 1962 où ils doivent désormais mentionner les numéros des questions ignorées justifiant la décision d'ajournement.

### 1971-2000
Le nombre d'accidents est en continuelle augmentation depuis l'apparition des automobiles et connaît un pic en 1972 avec 16 545 tués à 6 jours cette année. Dans ce contexte le Conseil interministériel du 28 avril 1971 retient la sécurité comme « opération pilote » dans le VIème Plan (1971-1975). Un « Programme finalisé de sécurité routière » est dressé par un groupe de travail de la Commission des transports du Plan et inclus dans celui-ci. La Sécurité routière s’organise alors d'une manière institutionnelle et interministérielle (Comité interministériel à la sécurité routière, Délégation à la sécurité et à la circulation routières) et de multiples actions vont être entreprises.

#### Reprise par l'État de l'organisation de l'examen des permis de conduire en 1971
L'année 1971 marque un tournant dans l'histoire du permis de conduire et de l'éducation routière : l'État reprend l'organisation et la délivrance des permis de conduire, confiée depuis 1924 à l'Union Nationale des Associations de Tourisme (UNAT). Le Service National des Examens du Permis de Conduire (SNEPC), un établissement public à caractère administratif doté d'une autonomie financière, est créé par décret du 21 avril 1971. Il est chargé de l'organisation des examens, de la répartition des places entre les candidats présentés par les établissements d'enseignement de la conduite et de la délivrance des diplômes. Son budget, alimenté par une subvention annuelle de l'État, se monte, en 1981, à 176 millions de francs (27 millions d'euros).
Cet organisme aura une durée de vie de 12 ans. Il est dissous par l'article 100 de la loi de finances pour 1983, complété par le décret du 30 décembre 1983. Un service à vocation nationale, la sous-direction de la formation du conducteur, est créé au sein de la  Direction de la Sécurité et de la Circulation routières (DSCR). Cette sous-direction est chargé de la gestion des  inspecteurs du permis de conduire et de la tutelle des établissements d'enseignement (contrôle technique de la formation du conducteur, gestion financière des crédits correspondants, etc). Parallèlement les préfets de départements héritent de la gestion locale du fichier national des permis de conduire et de la répartition des places d'examens dans leur département. Les 1 300 personnes que comptait le SNEPC au moment de sa dissolution (titulaires de la fonction publique en détachement, contractuels ou vacataires) sont transférés, en fonction des tâches qu'ils accomplissaient, soit au ministère des transports, soit dans les préfectures, et, pour un grand nombre, intégrés sous un statut administratif

#### Attestation de sécurité routière en 1977
L’attestation de sécurité routière est créée par arrêté du 18 janvier 1977. Ce titre, qui s'adresse aux élèves de classe de cinquième et ceux de classes suivantes qui ont moins de 16 ans, sanctionne un contrôle de connaissances des règles de sécurité routière. Le contrôle comporte une épreuve écrite portant sur le programme d'enseignement des règles de sécurité routière défini alors pour les classes élémentaires dans l'arrêté du 31 juillet 1959 et sur les programmes d'instruction civique des classes de sixième et cinquième fixé alors dans l'arrêté du 9 novembre 1971. L'appréciation porte également sur l'aptitude du candidat à faire face en tant que piéton ou cycliste à des situations de circulation routière. Ce titre est toujours délivré aujourd'hui, sur la base de programmes rénovés.

#### Départementalisation des actions
1987 marque un tournant de la politique de sécurité routière jusqu'à présent très centralisée. Les circulaires du Premier ministre en date du 11 août 1987 et du délégué interministériel à la sécurité routière du 13 novembre 1987 lancent les plans départementaux d’actions de sécurité routière qui constituent un cadre de cohérence de la politique départementale menée en matière de sécurité routière. Les associations et les établissements scolaires peuvent en particulier demander des aides financières, humaines et matérielles pour mettre en œuvre des actions de prévention.
La gestion du service des examens du permis de conduire va elle-même être déconcentrée dans les départements. Les directions départementales de l'équipement héritent de cette nouvelle tâche à la suite d'une démarche de transfert engagée expérimentalement dans quinze départements à partir de 1997. Celle-ci s'est accompagnée de conflits importants entre les inspecteurs et l'administration, dont le point d’orgue a été un important mouvement de grève à la fin de l'année 2002.  La
nouvelle organisation est devenue effective sur l’ensemble du territoire à partir du 31 mars 2003. Le Directeur départemental de l'équipement a désormais une autorité hiérarchique et fonctionnelle sur les inspecteurs et le délégué, ces derniers étant totalement intégrés aux DDE. La sous-direction de la formation du conducteur de la direction de la sécurité et de la circulation routières, en charge préalablement de ces tâches, est réorientée et assume désormais pleinement, en tant qu'administration centrale, son rôle de conception, de pilotage et d'évaluation de la politique à mener dans ce domaine important de l'éducation routière,.

#### De l'enseignement du code de la route à l'éducation à un comportement responsable
Durant les années 1990 - 2000, l'éducation à la sécurité routière est progressivement passée d'un enseignement accès sur le code de la route et la préparation au permis de conduire un véhicule à moteur à une éducation à un comportement responsable. En 1993 d'abord, l'attestation de sécurité routière est scindée en deux niveaux et le contenu est revu. Le brevet de sécurité routière est également créé,. L’enseignement est fait dans les établissements à partir de vidéo cassettes projetées La préparation est souvent très limitée. Le ministère de l’Éducation nationale édite des livrets pédagogiques pour aider les enseignants à préparer les élèves dans un cadre pluridisciplinaire. La préparation se limite souvent à quelques « révisions » par un ou deux professeurs. En 1996, les modalités de délivrance du brevet de sécurité routière sont précisées.

### De 2000 à nos jours

#### Continuum éducatif
Le CISR du 5 octobre 2000 consacre l'éducation à la sécurité routière comme un aspect essentiel de l'éducation à la citoyenneté. « Elle doit constituer un devoir partagé par tous et particulièrement par ceux qui assument des responsabilités éducatives auprès des jeunes. Il leur faut inciter les usagers de la route, dès le plus jeune âge, à appliquer systématiquement les règles du code de la route et à respecter les autres, leurs spécificités et leur vulnérabilité ».
La notion de continuum éducatif, sensibilisation à la sécurité routière tout au long de la vie, déjà apparue en 1997, est confortée avec la mise en place de différentes mesures. L'Attestation de première éducation à la route (APER) en fin de CM2, permettant de valider les compétences acquises dans des domaines aussi importants, pour un jeune enfant, que l'apprentissage des premières grandes règles liées à l'usage de la route ou de la rue, que ce soit à pied, à vélo ou comme passager, est créée. La volonté d'intégrer l'enseignement de la sécurité au collège comme partie intégrante du permis de conduire est aussi exprimée de même que le fait de rendre obligatoire le brevet de sécurité routière obligatoire pour tous les usagers de cyclomoteurs, ce qui sera le cas en 2002. Différentes pour rendre plus accessible le permis sont également décidées. Enfin des moyens complémentaires sont alloués au passage du permis de conduire : 230 inspecteurs supplémentaires seront recrutés sur 3 ans, soit une augmentation de 30 % des effectifs qui sont alors de 937.

#### Poursuite de la réforme de l'organisation du permis de conduire
Le mouvement de restructuration des services de l'État, engagé sous la présidence de Nicolas Sarkozy, conduit à recomposer les services déconcentrés, dont les directions départementales de l'Equipement (DDE). Des transferts de personnels ont lieu et des services sont mutualisés. Ainsi les inspecteurs du permis de conduire sont transférés aux Directions départementales des territoires et placés sous une dépendance plus affirmée des préfectures, puisque leur ministère de tutelle n'est, à partir de 2011, plus celui de l'Écologie et du développement durable, mais le ministère de l'Intérieur.

## Apprentissage de la conduite
À l'issue de la réussite à un examen (théorique et pratique), le permis de conduire est un document officiel donnant l'autorisation de conduire certains véhicules sur une route publique. Cet article traite exclusivement des permis de conduire des véhicules à moteur sur route en France, à savoir tout véhicule terrestre pourvu d'un moteur de propulsion, y compris les trolleybus, et circulant sur route par ses moyens propres, à l'exception des véhicules qui se déplacent sur rails. Par extension, sont assimilés au permis de conduire les titres qui, lorsque le permis de conduire proprement dit n'est pas exigé, sont prévus par les règlements pour la conduite des véhicules à moteur, comme le permis AM (anciennement brevet de sécurité routière) par exemple.
En France, le permis de conduire est formellement apparu dans le code de la route de 1922, en remplacement du certificat de capacité qui était jusqu'alors obligatoire pour conduire des véhicules à moteur. Sa réglementation a très fortement évolué depuis sa création. Les principales grandes étapes sont la création de six catégories en 1954, la mise en place du permis à points en 1992, la réforme de l'accès au permis de conduire en 2009 et enfin la refonte du permis de conduire entrée en vigueur en 2013 pour homogénéiser la réglementation européenne (notion de permis de conduire européen) avec en particulier la création du permis de conduire électronique renouvelable à échéance.
Le permis de conduire est une pièce d'identité officielle, qui ne précise ni la nationalité ni le statut légal (monsieur ou madame) de l'usager.

## Continuum éducatif
Le continuum éducatif, contraction de continuum éducatif à la sécurité routière, est une stratégie d’enseignement de la sécurité routière mise en œuvre en France et reposant sur le principe que les connaissances et les compétences ne doivent pas se limiter qu'au seul permis de conduire, mais doivent être acquises dès le plus jeune âge et progresser de façon continue, en fonction des capacités et des besoins de chaque âge. Ces acquisitions sont sanctionnées par une série de certifications et de formations qui s'étalent tout au long de la vie.

## Organismes de l'éducation routière

### Autres organismes
L’Association pour la Formation Des Motards (AFDM) est une association loi de 1901 issue de la Fédération française des motards en colère (FFMC). Il s'agit d'une structure de prévention et de formation à la conduite deux-roues de la FFMC ; elle est aussi intervenante auprès de l’Assurance mutuelle des motards (AMDM) pour tout ce qui concerne la sécurité des deux-roues motorisés.
Pour la partie associative, elle s'appuie sur des antennes AFDM à portée régionale (AFDM Ile de France, AFDM 34 - Montpellier, AFDM 37 - Tours, AFDM 33 - Bordeaux, AFDM 54 - Nancy, AFDM 21 - Dijon, AFDM 59 - Lille), qui organisent des stages de perfectionnement post-permis à la conduite moto.
Pour les formations initiales à la conduite et les stages tous publics, l'AFDM déploie un label de qualité des écoles de conduite, avec un réseau dans toute la France, en croissance. Elle organise aussi directement des interventions de prévention et de formation auprès des entreprises, collectivités et comités d'entreprise, et représente la profession auprès des pouvoirs publics français et européen, par exemple pour l'évolution des réglementations du permis de conduire moto.